# Израел на Европском првенству у атлетици у дворани 2019.
Израел је учествовао на 35. Европском првенству у дворани 2019 који се одржао у Глазгову, Шкотска, од 1. до 3. марта. Ово је било тринаесто европско првенство у дворани од 1992. године од када је Израел први пут учествовао. Репрезентацију Израела представљала су 2 такмичара (1 мушкарац и 1 жена) који су се такмичили у 2 дисциплине (1 мушка и 1 женска).
На овом првенству такмичари Израела нису освојили ниједну медаљу нити су остварили неки резултат.

## Учесници
| Мушкарци: - Дмитриј Кројтер — Скок увис | Жене: - Дијана Вајсман — 60 м |  |

## Резултати

### Мушкарци
| Атлетичар       | Дисциплина | Лични рекорд | Квалификације | Квалификације | Полуфинале | Полуфинале | Финале               | Финале  | Детаљи |
| Атлетичар       | Дисциплина | Лични рекорд | Резултат      | Место         | Резултат   | Место      | Резултат             | Место   | Детаљи |
| --------------- | ---------- | ------------ | ------------- | ------------- | ---------- | ---------- | -------------------- | ------- | ------ |
| Дмитриј Кројтер | Скок увис  | 2,24         | 2,16          | 7. у гр. Б    |            |            | Није се квалификовао | 15 / 19 |        |

### Жене
| Атлетичарка    | Дисциплина | Лични рекорд | Квалификације   | Квалификације | Полуфинале  | Полуфинале | Финале                | Финале       | Детаљи |
| Атлетичарка    | Дисциплина | Лични рекорд | Резултат        | Место         | Резултат    | Место      | Резултат              | Место        | Детаљи |
| -------------- | ---------- | ------------ | --------------- | ------------- | ----------- | ---------- | --------------------- | ------------ | ------ |
| Дијана Вајсман | 60 м       | 7,34 НР      | 7,33 КВ, НР, ЛР | 3. у гр. 5    | 7,32 НР, ЛР | 5. у гр. 1 | Није се квалификовала | 11 / 42 (43) |        |